# Műkorcsolya az 1992. évi téli olimpiai játékokon
Az 1992. évi téli olimpiai játékokon a műkorcsolya versenyszámait Albertville-ben rendezték február 11. és 21. között.

## Éremtáblázat
(A rendező nemzet eltérő háttérszínnel, az egyes számoszlopok legmagasabb értéke vagy értékei vastagítással kiemelve.)
| Az 1992. évi téli olimpiai játékok éremtáblázata műkorcsolyában | Az 1992. évi téli olimpiai játékok éremtáblázata műkorcsolyában | Az 1992. évi téli olimpiai játékok éremtáblázata műkorcsolyában | Az 1992. évi téli olimpiai játékok éremtáblázata műkorcsolyában | Az 1992. évi téli olimpiai játékok éremtáblázata műkorcsolyában | Olimpia  |
| --------------------------------------------------------------- | --------------------------------------------------------------- | --------------------------------------------------------------- | --------------------------------------------------------------- | --------------------------------------------------------------- | -------- |
|                                                                 | Ország                                                          | Arany                                                           | Ezüst                                                           | Bronz                                                           | Összesen |
| 1.                                                              | Egyesített Csapat (EUN)                                         | 3                                                               | 1                                                               | 1                                                               | 5        |
| 2.                                                              | Egyesült Államok (USA)                                          | 1                                                               | 1                                                               | 1                                                               | 3        |
|                                                                 |                                                                 |                                                                 |                                                                 |                                                                 |          |
| 3.                                                              | Franciaország (FRA)                                             | 0                                                               | 1                                                               | 0                                                               | 1        |
|                                                                 | Japán (JPN)                                                     | 0                                                               | 1                                                               | 0                                                               | 1        |
|                                                                 |                                                                 |                                                                 |                                                                 |                                                                 |          |
| 5.                                                              | Csehszlovákia (TCH)                                             | 0                                                               | 0                                                               | 1                                                               | 1        |
|                                                                 | Kanada (CAN)                                                    | 0                                                               | 0                                                               | 1                                                               | 1        |
|                                                                 |                                                                 |                                                                 |                                                                 |                                                                 |          |
| Összesen                                                        | Összesen                                                        | 4                                                               | 4                                                               | 4                                                               | 12       |

## Érmesek
| Az 1992. évi téli olimpiai játékok érmesei műkorcsolyában |                                                                 |                                                           |                                                           |
| Versenyszám                                               | Arany                                                           | Ezüst                                                     | Bronz                                                     |
| Férfi                                                     | Viktor Petrenko · Egyesített Csapat (EUN)                       | Paul Wylie · Egyesült Államok (USA)                       | Petr Barna · Csehszlovákia (TCH)                          |
| Női                                                       | Kristi Yamaguchi · Egyesült Államok (USA)                       | Itó Midori · Japán (JPN)                                  | Nancy Kerrigan · Egyesült Államok (USA)                   |
| Páros                                                     | Egyesített Csapat (EUN) · Natalja Miskutyonok · Artur Dmitrijev | Egyesített Csapat (EUN) · Jelena Becske · Gyenyisz Petrov | Kanada (CAN) · Isabelle Brasseur · Lloyd Eisler           |
| Jégtánc                                                   | Egyesített Csapat (EUN) · Marina Klimova · Szergej Ponomarenko  | Franciaország (FRA) · Isabelle Duchesnay · Paul Duchesnay | Egyesített Csapat (EUN) · Maja Uszova · Alekszandr Zsulin |